# 理查德·斯莫利
理查德·埃利特·斯莫利（英語：Richard Errett Smalley，1943年6月6日—2005年10月28日），是一位美国化学家，曾任莱斯大学化学、物理学和天文学教授。1996年，他与莱斯大学化学教授罗伯特·柯尔(Robert Curl)、苏塞克斯大学教授哈罗德·克罗托 (Harold Kroto)一起，因发现了碳的一种新形式，即巴克明斯特富勒烯（英語：Buckminsterfullerene），也被暱稱「巴克球」（buckyball），而荣获得诺贝尔化学奖。 他是纳米技术及其应用的倡导者。
2005年，理查德·埃利特·斯莫利因白血病在休斯敦逝世。